# Старково (Курська область)
Старково (рос. Старково) — село в Октябрському районі Курської області Російської Федерації.
Населення становить 294 особи. Входить до складу муніципального утворення Старковська сільрада.

## Історія
Населений пункт розташований на території українського етнічного та культурного краю Східна Слобожанщина.
Від 2004 року входить до складу муніципального утворення Старковська сільрада.

## Населення
| 2002 | 2010 |
| ---- | ---- |
| 363  | ↘294 |